# Automobiles Bellanger Frères
Pour les articles homonymes, voir Bellanger.

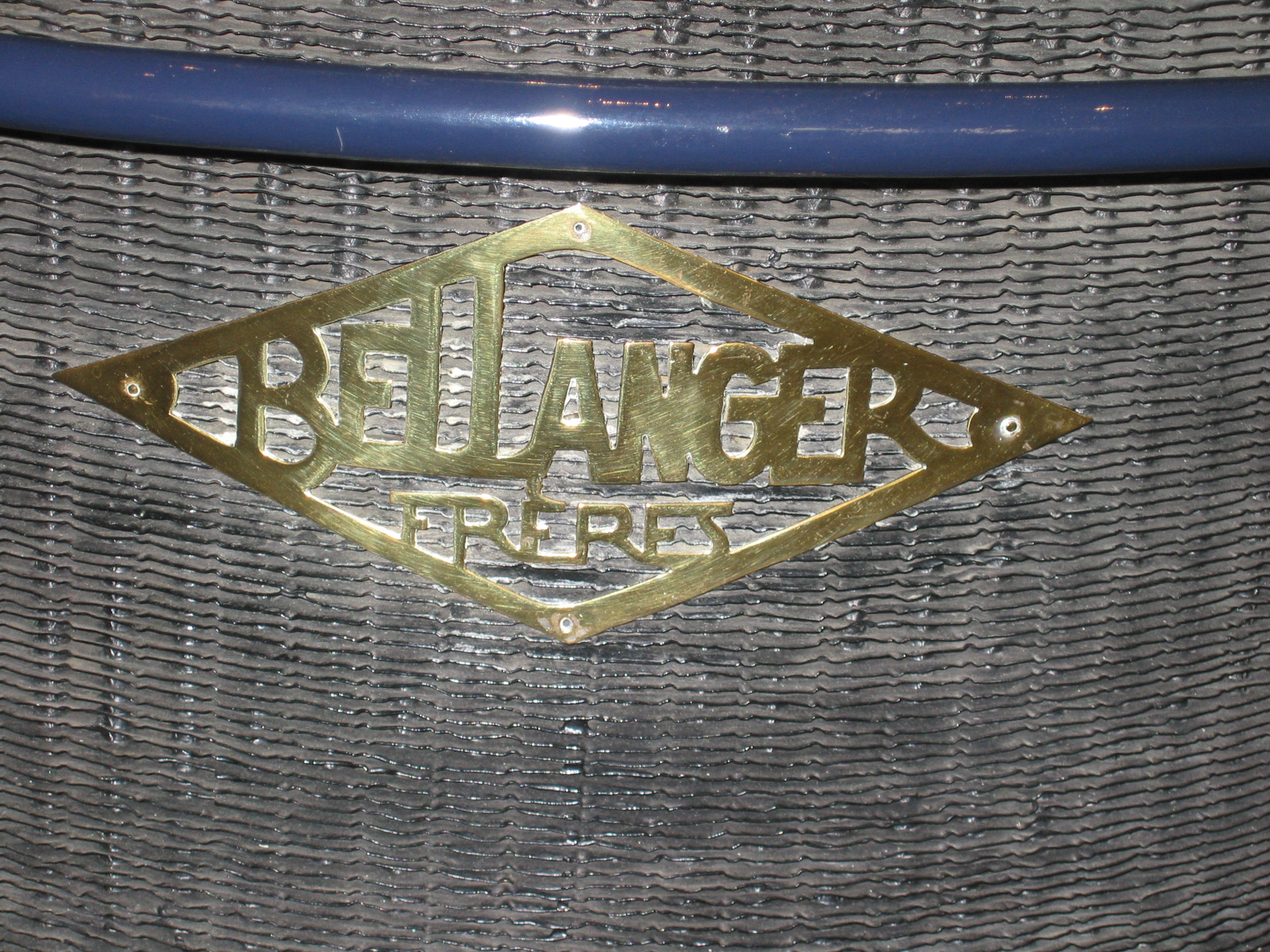
Sigle de calandre Bellanger Frères.

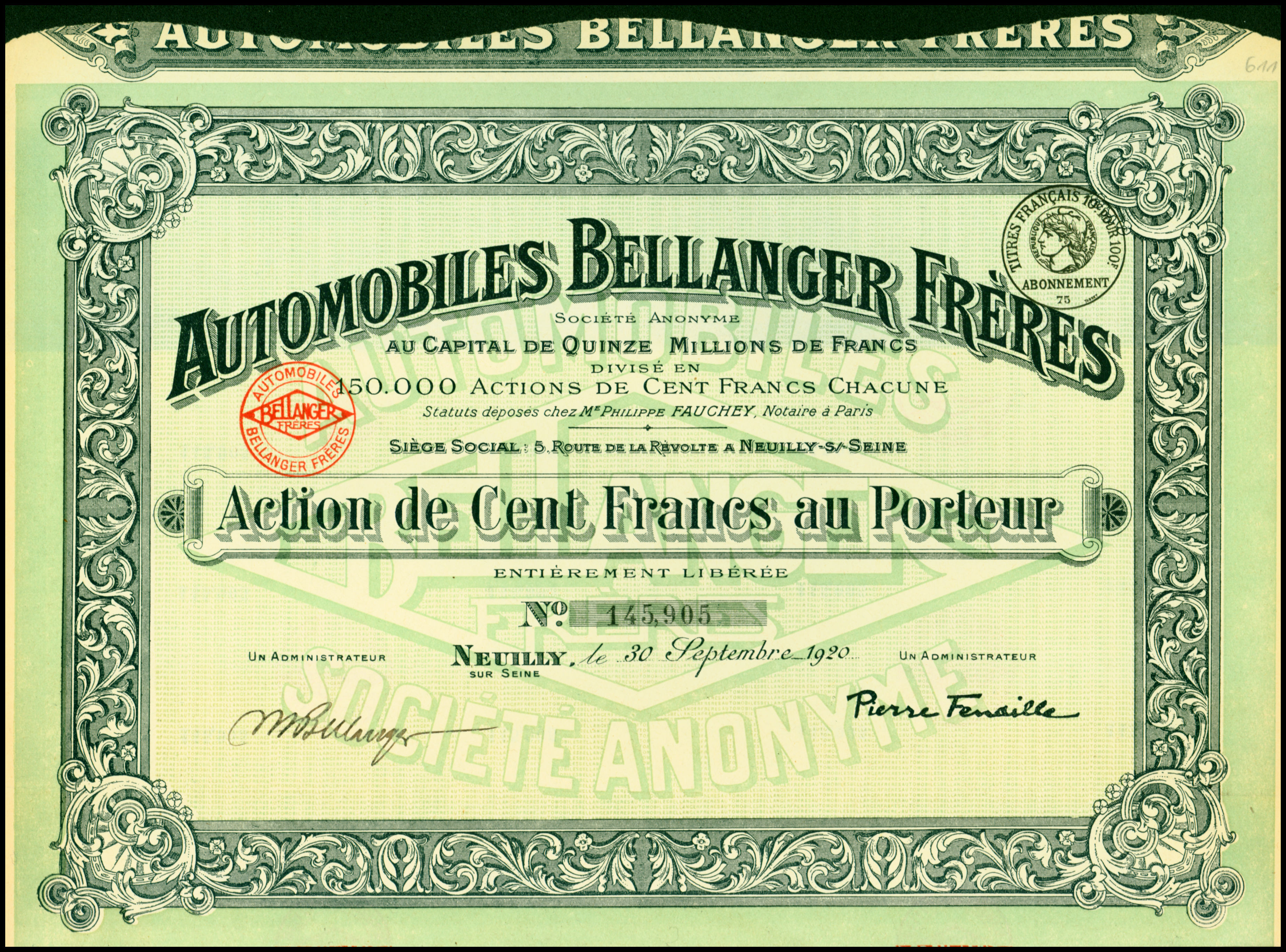
Action de l'Automobiles Bellanger Frères, en date du 30 septembre 1920.

La société des Automobiles Bellanger Frères est un ancien constructeur automobile français du début du XXe siècle.
Créée par les frères Bellanger dont l'homme politique Robert Bellanger (1889-1966) en 1913, la société sera rachetée par le constructeur Peugeot en 1925 qui à la suite du succès de sa Peugeot Quadrilette en 1922 s'était lancé dans plusieurs rachats d'autres petits constructeurs.
Durant la Première Guerre mondiale, l'entreprise produira des véhicules pour l'armée mais également des avions Breguet. Souhaitant poursuivre cette activité après guerre, elle embaucha François Denhaut (1877-1952), spécialiste des hydravions et mit au point et construisit le Bellanger-Denhaut BD-22, un hydravion militaire de bombardement et de reconnaissance.
Le siège et l'usine étaient situés à Neuilly-sur-Seine, rue de la Révolte, aujourd'hui partie du boulevard Pershing dans le 17e arrondissement de Paris

## Modèles

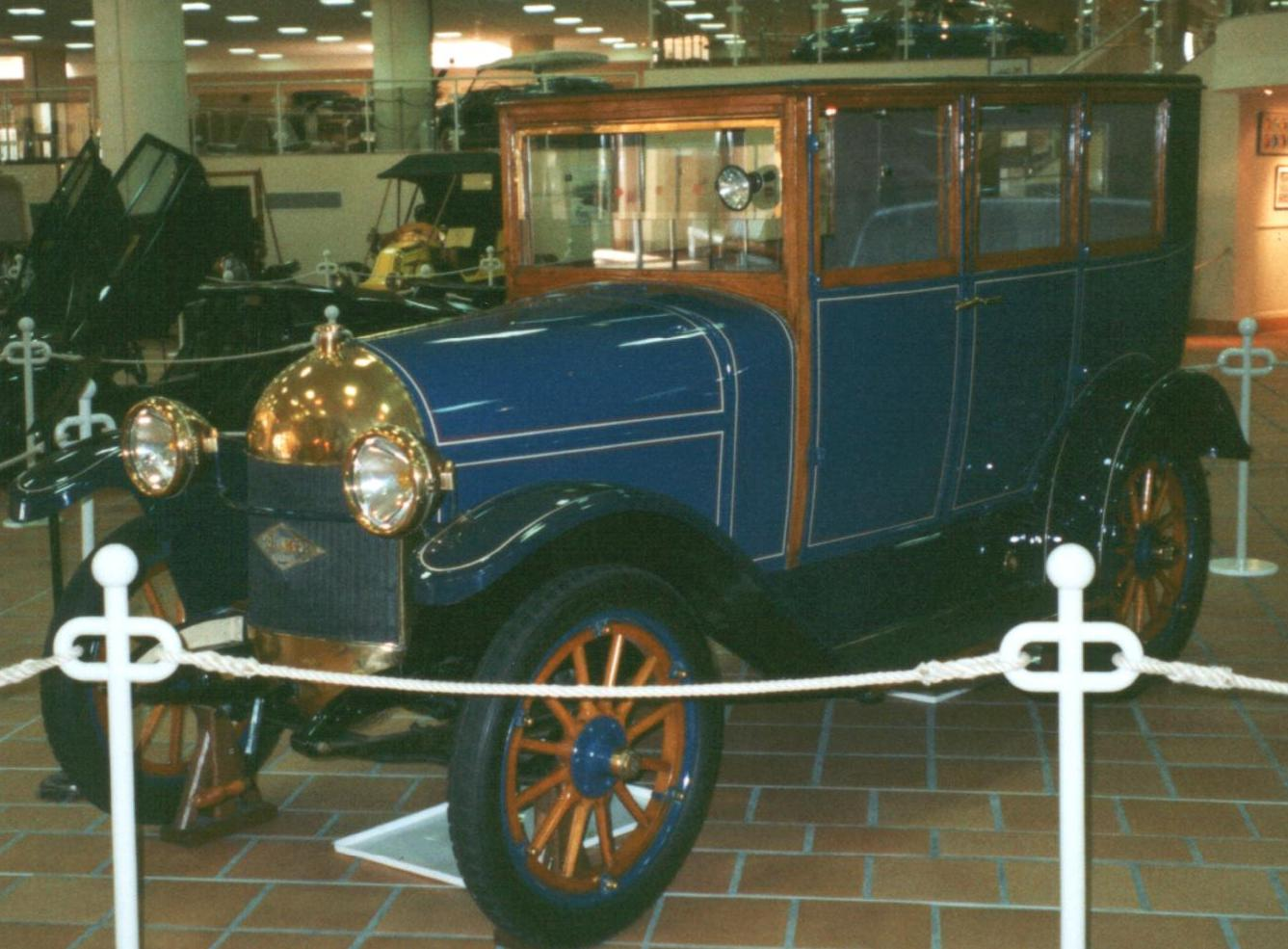
Bellanger 1921

- Type 2,0 L (1913-1916) avec moteur Knight-Daimler (en) 4 cylindres sans soupape
- Type 2,6 L (1913-1916) avec moteur Knight-Daimler à 4 cylindres sans soupape
- Type 3,0 L (1913-1916) avec moteur Knight-Daimler à 4 cylindres sans soupape
- Type 6,3 L (1913-1914) avec moteur Knight-Daimler à 4 cylindres sans soupape
- Type 4,25 L (1919-1925) avec moteur Briscoe à 4 cylindres à soupapes latérales
- Type A1 (1919-1925) avec moteur Briscoe à 4 cylindres à soupapes latérales
- Type 50 HP (1922-1923) avec moteur Bellanger à 8 cylindres en V

## Aujourd'hui
Un exemplaire de Type A1 ayant appartenu au Prince Rainier III est exposé au musée de l'automobile de Monaco.